# Alberto Minoia
Alberto Minoia (Varedo, 6 maggio 1960) è un ex calciatore italiano, di ruolo difensore.

## Carriera

### Club
Cresciuto nelle giovanili del Milan, Minoia ha esordito in prima squadra il 22 ottobre 1978 a Bergamo contro l'Atalanta, partita valida per la 4ª giornata del campionato di Serie A 1978-1979. In quella stagione, conclusasi per i rossoneri con la vittoria del cosiddetto scudetto della stella, Minoia ha disputato un'altra partita la domenica seguente a San Siro contro la Fiorentina, realizzando il primo gol dei padroni di casa nel 4-1 finale. È rimasto a Milano fino al 1982, giocando in totale 45 partite di cui 18 in Serie A, 22 in Serie B, 4 in Coppa Italia e una in Coppa Mitropa.
Successivamente ha giocato in B con Sambenedettese, Arezzo e Taranto, e in Serie C1 con il Montevarchi.

### Nazionale
Nel 1979 è stato convocato in nazionale Under-21 per un'amichevole con la Polonia, ma non è sceso in campo.

## Palmarès

### Club

#### Competizioni nazionali
- Campionato italiano: 1

Milan: 1978-1979
- Campionato italiano di Serie B: 1

Milan: 1980-1981

#### Competizioni internazionali
- Coppa Mitropa: 1

Milan: 1981-1982